# Кечковце
Кечковце (слч. Kečkovce) насељено је мјесто са административним статусом сеоске општине (слч. obec) у округу Свидњик, у Прешовском крају, Словачка Република.

## Становништво
| Година:    | 1994. | 2004.   | 2014.    | 2024.   |
| ---------- | ----- | ------- | -------- | ------- |
| Број људи: | 219   | 223     | 247      | 264     |
| Разлика:   |       | +1,82 % | +10,76 % | +6,88 % |

| Година:    | 2023. | 2024.   |
| ---------- | ----- | ------- |
| Број људи: | 258   | 264     |
| Разлика:   |       | +2,32 % |

Према подацима о броју становника из 2024. године насеље је имало 264 становника.